# Hymna Burkiny Faso
Hymna Burkiny Faso je píseň Une Seule Nuit (česky Jediná noc) nebo také Le Ditanyè (česky Hymna vítězství). Autorem textu je tehdejší prezident a též jazzový kytarista Thomas Sankara, autorství hudby je neznámé, připisuje se však také Sankarovi.
Hymna byla přijata dekretem vydaným 2. srpna 1984, který nabyl účinnosti o půlnoci 4. srpna 1984, tedy na první výročí Sankarova nástupu do prezidentského úřadu. Stejný dekret také ustanovoval změnu názvu státu z Horní Volty na Burkinu Faso, změnu znaku, vlajky, a též předchozí hymny s názvem Hymne National Voltaïque.

## Text
Za oficiální text se považuje první sloka a refrén, které jsou hrány při většině oficiálních příležitostí.
I. Contre la férule humiliante il y a déjà mille ans,

La rapacité venue de loin les asservir il y a cent ans.

Contre la cynique malice métamorphosée

En néocolonialisme et ses petits servants locaux

Beaucoup flanchèrent et certains résistèrent.

Mais les échecs, les succès, la sueur, le sang

Ont fortifié notre peuple courageux et fertilisé sa lutte héroïque.

Refrén:

Et une seule nuit a rassemblé en elle

L'histoire de tout un peuple.

Et une seule nuit a déclenché sa marche triomphale:

Vers l'horizon du bonheur.

Une seule nuit a réconcilié notre peuple

Avec tous les peuples du monde,

À la conquête de la liberté et du progrès

La Patrie ou la mort, nous vaincrons !

II. Nourris à la source vive de la Révolution.

Les engagés volontaires de la liberté et de la paix

Dans l'énergie nocturne et salutaire du 4 août

N'avaient pas que les armes à la main, mais aussi et surtout

La flamme au cœur pour légitimement libérer

Le Faso à jamais des fers de tous ceux qui,

Çà et là, en polluaient l'âme sacrée de l'indépendance, de la souveraineté.

Refrén

III. Et céans désormais en sa dignité recouvrée

L'amour et l'honneur en partage avec l'humanité,

Le peuple du Burkina chante un hymne à la victoire,

À la gloire du travail libérateur, émancipateur.

A bas l'exploitation de l'homme par l'homme !

Hé en avant pour le bonheur de tout homme,

Par tous les hommes aujourd'hui et demain, par tous les hommes ici et pour toujours !

Refrén

IV. Révolution populaire notre sève nourricière.

Maternité immortelle du progrès à visage d'homme.

Foyer éternel de démocratie consensuelle,

Où enfin l'identité nationale a droit de cité,

Où pour toujours l'injustice perd ses quartiers,

Et où, des mains des bâtisseurs d'un monde radieux

Mûrissent partout les moissons de vœux patriotiques, brillent les soleils infinis de joie.

Refrén

## Překlad
I. Proti pokořujícímu ujařmení trvajícímu už tisíc let,

Hrabivost přišla z dálky a utiskovala nás sto let.

Proti cynické zlobě, která se proměnila

v neokolonialismus a jeho místní služebníčky,

mnozí se vzdali a někteří ještě vzdorují.

Ale naše porážky, úspěchy, krev a pot

posilnily náš statečný lid v jeho hrdinském boji.

Refrén:

A jediná noc spojila

celou historii národa.

Jediná noc se vydala na triumfální pochod

ke šťastnému obzoru.

Jediná noc sjednotila náš lid

se všemi lidmi na světě

v úsilí o svobodu a pokrok

Vlast nebo smrt, zvítězíme!

II. Živeni živým pramenem Revoluce,

dobrovolní bojovníci za svobodu a mír

v noční a spásné energii 4. srpna

neměli v rukou jen zbraně, ale především

plamen v srdci, aby oprávněně osvobodili

Faso navždy z pout všech těch,

kdo tu a tam znečišťovali posvátnou duši

nezávislosti a svrchovanosti.

Refrén

III. A usednuv nyní ve své znovunabyté důstojnosti,

s láskou a ctí sdílenými s lidstvem,

lid Burkiny zpívá hymnu vítězství,

slávu práce, která osvobozuje a dává svobodu.

Pryč s vykořisťováním člověka člověkem!

Hej, kupředu za štěstím pro každého člověka,

skrze všechny lidi dnes i zítra,

všemi lidmi zde a navždy!

Refrén

IV. Lidová revoluce, naše životodárná míza.

Nesmrtelné mateřství pokroku s lidskou tváří.

Věčný domov konsenzuální demokracie,

kde konečně má národní identita právo na existenci,

kde navždy ztrácí nespravedlnost své místo

a kde, z rukou budovatelů zářivého světa,

dozrávají všude sklizně vlasteneckých přání,

září nekonečná slunce radosti.

Refrén